# Чжоу Сюань
Су Пу, відома як Чжоу Сюань англ. Zhou Xuan, Chow Hsuan; 1 серпня 1918 — 22 вересня 1957) — китайська співачка і кіноакторка. У 1940-ті стала однією з «семи великих співачок Китаю», можливо, найвідомішою, оскільки одночасно знімалася в кіно. За кар'єру записала понад 200 пісень і знялася у понад 40 фільмах.

## Ранні роки
Су Пу в ранньому віці була розлучена з батьками і виховувалася в прийомній сім'ї. Все життя вона шукала рідних, проте її походження було встановлене тільки після смерті. Відповідно до пізніших досліджень, її родич, залежний від опіуму, відвіз трирічну Пу в інше місто і продав родині Ван. Вона отримала ім'я Ван Сяохун. Потім її удочерила сім'я Чжоу, яка змінила ім'я на Чжоу Сяохун.
У 13 років вона взяла творчий псевдонім Чжоу Сюань («прекрасний нефрит»).

## Кар'єра
У 1932 році Чжоу Сюань почала виступати на сцені у складі трупи Bright Moonlight Song and Dance. У 14 років вона двічі завоювала приз співочого конкурсу в Шанхаї, і її стали називати «Золотий голос» за легкість виконання мелодій з високими нотами. У 1935 році Чжоу почала зніматися в кіно і швидко стала найвідомішлю і затребуваною виконавицею епохи грамофонів, яклю залишалася до своєї смерті, виконавши безліч популярних пісень з власних фільмів.
У 1937 році вона стала загальновизнаною зіркою кіно, виконавши головну роль у фільмі «Вуличний ангел» режисера Юаня Мучжу.
Між 1946 і 1950 роками Чжоу Сюань часто відвідувала Гонконг, щоб взяти участь у зйомках фільмів, таких як «Всеохопна любов». Представивши публіці «Шанхайські ночі» в 1949, вона повернулася в Шанхай. Наступні кілька днів вона з перервами перебувала на лікуванні в психіатричних клініках, страждаючи від частих нервових зривів. Багато років життя Чжоу Сюань було складним: несформований шлюб, позашлюбні діти, спроби самогубства.
Знявшись у 43 фільмах, Чжоу Сюань улюбленим вважала «Вуличного ангела». Дві пісні з цієї кінокартини в її виконанні: Four Seasons Song і The Wandering Songstress — знайшли довготривалу популярність.

## Смерть
Чжоу Сюань померла в шанхайській психіатричній лікарні у віці 39 років. Причиною смерті міг стати енцефаліт після чергового нервового зриву.
У Чжоу Сюань залишилося два сини від різних чоловіків: Чжоу Вень і Чжоу Вей. Згідно з біографією Чжоу Веня, його молодший зведений брат Вей був сино Тана Ді, батько самого Веня залишився невідомим. Чжоу Вей станом на 2010-ті роки живе в Торонто, іноді виступаючи в метро і беручи участь у різних музичних проєктах. Він відомий як флейтист. У нього дві дочки, обидві займаються музикою. Старша, Чжоу Сяосюань, — класична піаністка, навчалася в Університеті Конкордія, в даний час проживає в Пекіні.

## Культурна спадщина
Пісні у виконанні Чжоу Сюань раніше були обов'язковою складовою збірок китайських пісень минулих років.
Про Чжоу Сюань її синами видано дві біографії: першу написав Чжоу Вей спільно з дружиною Чан Цзін — «Моя мати Чжоу Сюань»; другу, «Щоденник Чжоу Сюань», написав Чжоу Вень.

### Суперечка про біографії
Коли Чжоу Вень опублікував свою версію біографії матері, Чжоу Вей звинуватив його у фальсифікації щоденників та копій документів з метою спотворити образ Чжоу Сюань. Також з'ясувалося, що Чжоу Вень з дитинства ненавидів Чжоу Вея. Вень після народження був усиновлений другий сім'єю і потрапив під поганий вплив. Вей в результаті став офіційним спадкоємцем Чжоу Сюань в обхід Веня.

### Телебачення
У 1989 році на  TVB вийшов телесеріал Song Bird про Чжоу Сюань і її коханого. Ролі виконали Надя Чан і Леон Лай. Пісні Чжоу Сюань в серіалі були перекладені кантонським діалектом та виконані Чан. На телебаченні дуетом з нею співав Лай, але в записах партнером Чан став Дерік Ван.
Екранізацією біографії Чжоу Сюань, написаної Чжоу Веєм, став серіал китайською мовою «Чжоу Сюань», головну роль в якому виконала Сесілія Чеун. Чжоу Вей звинуватив творців серіалу в неправильній інтерпретації його книги і нанесенні шкоди сім'ї.